# Queen’s Service Order

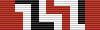
Bandschnalle des Queen’s Service Order

Der Queen’s Service Order ist ein ziviler Verdienstorden, dessen Mitgliedschaft durch die Regierung von Neuseeland „für wertvolle ehrenamtliche Dienste an der Gemeinschaft oder verdienstvolle und treue Tätigkeiten für die Krone oder vergleichbare Dienste im öffentlichen Sektor, gleich ob als Gewählter oder Ernannter“ vergeben wird. Er wurde durch Königin Elisabeth II., in ihrer Eigenschaft als Staatsoberhaupt am 13. März 1975 nach einer im Jahr zuvor erfolgten Überarbeitung des neuseeländischen Auszeichnungssystems geschaffen.
Die Träger der Auszeichnung sind berechtigt, das post-nominal QSO nach ihrem Familiennamen zu führen.

## Ordensgliederung
Der Orden hat nur eine Klasse. Mitglieder werden als Companion bezeichnet. Die Zahl der Neuaufnahmen von Mitgliedern ist auf jährlich 50 Personen begrenzt, meist sind es aber nicht mehr als 30. Mitglieder der Königsfamilie können als Extra Companion ohne Anrechnung auf die vorgenannten Zahlen ernannt werden. Personen, die nicht Bürger Neuseelands oder eines Commonwealth Realms sind, kann der Orden ehrenhalber verliehen werden. Vor 2005 wurde außerdem noch unterschieden in die Auszeichnung für Dienste im öffentlichen Leben und für Dienste an der Gemeinschaft.
Daneben verfügt der Orden über verschiedene Ämter: Souverän des Ordens ist der regierende Monarch, also zurzeit König Charles III. in seiner Eigenschaft als König von Neuseeland. Der Generalgouverneur von Neuseeland ist automatisch Principal Companion. Sekretär und Registrar ist der General-Sekretär des Executive Council von Neuseeland.

## Ordenszeichen
Das Ordenszeichen ist eine stilisierte Manuka-Blüte (Zaubermyrte, Südseemyrte, neuseeländischer Teebaum, botanisch: Leptospermum scoparium) mit fünf Blütenblättern. Sie enthält ein Bildnis des regierenden Monarchen, umgeben von einem bekrönten roten Kreis mit der Inschrift „FOR SERVICE — MŌ NGA MAHI NUI“ (dt.: „Für Verdienste“). Das Ordensband ist mit dem traditionellen Poutama-Motiv der Māori versehen: in der Mitte schwarz-weiß-rote diagonale Treppen – die stetig aufwärtsstrebende Menschheit symbolisierend – und an den beiden Seiten rote Streifen. Das Abzeichen wird entweder am linken Revers getragen oder an einem Band, das bogenförmig an der linken Schulterseite befestigt wird.

## Queen’s Service Medal
Daneben gibt es die Queen’s Service Medal, die dem Orden assoziiert ist, aber nicht offizieller Bestandteil ist. Diese silberne kreisrunde Medaille zeigt auf der Vorderseite das Bildnis des regierenden Monarchen und das Wappen von Neuseeland auf der Rückseite. Das Muster des Bandes ist das gleiche wie beim Queen’s Service Order. Auch die Medaille wurde vor 2005 in zwei Ausprägungen vergeben für Dienste im öffentlichen Leben beziehungsweise Dienste an der Gemeinschaft. Die Zahl der jährlichen Verleihungen ist hier nicht begrenzt.

## Struktur und Mitglieder
- Sovereign (Oberhaupt des Ordens): König Charles III.
- Principal Companion: Anand Satyanand (2006)

- Extra Companions:
  - Prinz Philip (1981–2021)
  - Prinzessin Anne (1990)

- Officers:
  - Sekretär und Registrar: Rebecca Kitteridge

- Bekannte Companions:
  - Percy Benjamin Allen
  - David Beattie
  - Denis Blundell
  - Silvia Cartwright
  - Robert Fellowes
  - Michael Hardie Boys
  - William Heseltine
  - Keith Holyoake
  - Mike Minogue
  - Philip Moore, Baron Moore of Wolvercote
  - Thomas Oliver Newnham
  - Paul Reeves
  - Catherine Tizard